# Петрецово (Ярославская область)
Петрецово— деревня Помогаловского сельского округа Левобережного сельского поселения Тутаевского района Ярославской области .
Деревня находится по левую сторону Волги, в 10 километрах восточнее областного центра — Ярославля.
В деревне — школа, Покровская церковь.

## Здесь родились
- Виноградов, Александр Павлович (1895-1975) — академик АН СССР, геохимик